# Rhynchostegiopsis costaricensis
Rhynchostegiopsis costaricensis là một loài Rêu trong họ Leucomiaceae. Loài này được H. Rob. & D.G. Griffin mô tả khoa học đầu tiên năm 1975.